# August Hoch
August Hoch (ur. 1868 w Bazylei, zm. 1919 w San Francisco) – amerykański psychiatra szwajcarskiego pochodzenia. 

## Życiorys
W 1887 emigrował do USA. Od 1909 do 1917 dyrektor New York State Psychiatric Institute. Wykładał w Cornell University Medical School. W 1911 był jednym z członków założycieli New York Psychoanalytic Society. 
W wydanej pośmiertnie monografii wprowadził pojęcie "benign stupor", odpowiadające postaci katatonicznej schizofrenii.